# Velyki Mosty
Velyki Mosty (ukrajinsky Великі Мости, rusky Великие Мосты – Velikije Mosty, polsky Mosty Wielkie, německy Groß-Mosty) jsou město ve Lvovské oblasti na Ukrajině. K roku 2004 v nich žilo bezmála šest tisíc obyvatel.

## Poloha
Velyki Mosty leží na jihovýchodním břehu Raty, přítoku Západního Bugu  v povodí Visly. Od Lvova, správního střediska oblasti, jsou vzdáleny přibližně padesát kilometrů severně.

## Dějiny
První zmínka je z roku 1472 pod názvem Mostki. V roce 1549 polský král Zikmund II. August povýšil Mostki na město a zavedl v něm tzv. magdeburské právo. Vděční obyvatelé rozhodli o přejmenování města na Augustow - na počest krále. Aby se oživil obchod v oblasti, povolil král Židům, aby se usazovaly v Augustowě. Město se až do roku 1662 rychle rozvíjelo a bohatlo, to přilákalo Krymské Tatary, kteří v tom roce na město zaútočili a téměř úplně ho zničili. Rozsah zkázy lze posoudit z toho, že ve všech ševcovských, krejčovských, kožešnických a tkalcovských dílnách zůstal jen jeden jediný řemeslník. V té době zůstaly ve městě tři velké mosty přes řeku Ratu, aby městská pokladna získala peníze na obnovu města, zavedla speciální daně za používání mostů. Kolem roku 1770 se mizí název Augustow z map a stále častěji se na mapách osada označuje v polštině, litevštině a nebo ruštině jako Velké Mosty. V roce 1772 přestává být město součástí Ruského vojvodství v Polsko-litevské unii a je připojeno k rakouské Haliči. Po konci první světové války se staly Velyki Mosty součástí druhé Polské republiky.
Na začátku druhé světové války je nejprve obsadil Sovětský svaz a pak je do roku 1944 drželo nacistické Německo. Ve dnech 6. až 8. července 1941 se ve městě konaly pogromy, v synagoze bylo upáleno 19 Židů. Dne 22. července 1941 Němci za účasti ukrajinských policistů zastřelili 100 představitelů městské židovské inteligence. Ve městě bylo vytvořeno židovské ghetto, ze kterého byly v říjnu a listopadu 1942 židé přemisťovány do pracovních táborů. Dne 10. února 1943 Němci a Ukrajinci postříleli v lese u města téměř 2 000 místních Židů. V květnu 1943 byla popravena většina Židů v místním pracovním táboře. V noci z 27. na 28. ledna 1944 zabili Ukrajinci ve městě 17 Poláků (lesníci s rodinami). Celkem bylo v době německé okupace zabito ukrajinskými nacionalisty 73 polských obyvatel města.
Po konci druhé světové války připadlo město do Ukrajinské sovětské socialistické republiky.

### Rodáci
- Siegfried Weyr (1890–1963), rakouský malíř
- Andrij Roboreckyj (1910–1982), ukrajinsko-kanadský pravoslavný biskup
- Włodzimierz Stożek (1883–1941), polský matematik

## Hospodářství
Už od 19. století je město známé svou výrobou terpentýnu.